# Список серій пенальті на чемпіонатах світу з футболу
Нижче наведено список усіх серій пенальті, що відбулись на чемпіонатах світу з футболу, не враховуючи кваліфікаційні стадії.

## Рекорди
Найбільше перемог
- 4 —  Німеччина1 (1982, 1986, 1990, 2006)
- 3 —  Аргентина (1990, 1990, 1998)

Найбільше поразок
- 3 —  Англія (1990, 1998, 2006)
- 3 —  Італія (1990, 1994, 1998)

Найбільше поразок та жодної перемоги
- 3 —  Англія (1990, 1998, 2006)

Найбільше серій
- 4 —  Німеччина1 (1982, 1986, 1990, 2006)
- 4 —  Франція (1982, 1986, 1998, 2006)
- 4 —  Аргентина (1990, 1990, 1998, 2006)
- 4 —  Італія (1990, 1994, 1998, 2006)

Прим.
- 1 Включаючи виступи збірної ФРН.
- Роки перемог виділені жирним.

## У хронологічному порядку
| Серія | Переможець     | Фінальний рахунок | Переможений | Рахунок серії | Кількість ударів | Не забили пенальті                            | Останній пенальті        | Турнір             | Раунд        | Дата           |
| ----- | -------------- | ----------------- | ----------- | ------------- | ---------------- | --------------------------------------------- | ------------------------ | ------------------ | ------------ | -------------- |
| 1.    | ФРН            | 3–3               | Франція     | 5–4           | 6–6              | Штіліке Сікс Боссіс                           | Грубеш                   | 1982, Іспанія      | півфінал     | 8 липня 1982   |
| 2.    | Франція        | 1–1               | Бразилія    | 4–3           | 5–5              | Сократес Платіні Жуліо Сезар                  | Фернандес                | 1986, Мексика      | чвертьфінал  | 21 червня 1986 |
| 3.    | ФРН            | 0–0               | Мексика     | 4–1           | 4–3              | Кірарте Сервін                                | Літтбарскі               | 1986, Мексика      | чвертьфінал  | 21 червня 1986 |
| 4.    | Бельгія        | 1–1               | Іспанія     | 5–4           | 5–5              | Елой                                          | Л. ван дер Ельст         | 1986, Мексика      | чвертьфінал  | 22 червня 1986 |
| 5.    | Ірландія       | 0–0               | Румунія     | 5–4           | 5–5              | Тімофте                                       | О'Лірі                   | 1990, Італія       | другий раунд | 25 червня 1990 |
| 6.    | Аргентина      | 0–0               | Югославія   | 3–2           | 5–5              | Стойкович Марадона Трольйо Брнович Хаджибегич | Хаджибегич · ВР Гойкочеа | 1990, Італія       | чвертьфінал  | 30 червня 1990 |
| 7.    | Аргентина      | 1–1               | Італія      | 4–3           | 4–5              | Донадоні Серена                               | Серена · ВР Гойкочеа     | 1990, Італія       | півфінал     | 3 липня 1990   |
| 8.    | ФРН            | 1–1               | Англія      | 4–3           | 4–5              | Пірс Водл                                     | Воддл                    | 1990, Італія       | півфінал     | 4 липня 1990   |
| 9.    | Болгарія       | 1–1               | Мексика     | 3–1           | 4–4              | Гарсія Аспе Балаков Берналь Родрігес          | Лечков                   | 1994, США          | другий раунд | 5 липня 1994   |
| 10.   | Швеція         | 2–2               | Румунія     | 5–4           | 6–6              | Мільд Петреску Белодедичи                     | Белодедичи · ВР Равеллі  | 1994, США          | чвертьфінал  | 10 липня 1994  |
| 11.   | Бразилія       | 0–0               | Італія      | 3–2           | 4–5              | Барезі Марсіо Сантос Массаро Р. Баджо         | Р. Баджо                 | 1994, США          | фінал        | 17 липня 1994  |
| 12.   | Аргентина      | 2–2               | Англія      | 4–3           | 5–5              | Креспо Інс Бетті                              | Бетті · ВР Роа           | 1998, Франція      | другий раунд | 30 червня 1998 |
| 13.   | Франція        | 0–0               | Італія      | 4–3           | 5–5              | Лізаразю Альбертіні Ді Б'яджо                 | Ді Б'яджо                | 1998, Франція      | чвертьфінал  | 3 липня 1998   |
| 14.   | Бразилія       | 1–1               | Нідерланди  | 4–2           | 4–4              | Коку Р. де Бур                                | Р. де Бур · GK Таффарел  | 1998, Франція      | півфінал     | 7 липня 1998   |
| 15.   | Іспанія        | 1–1               | Ірландія    | 3–2           | 5–5              | Голланд Конноллі Хуанфран Кілбен Валерон      | Мендьєта                 | 2002, Корея/Японія | другий раунд | 16 червня 2002 |
| 16.   | Південна Корея | 0–0               | Іспанія     | 5–3           | 5–4              | Хоакін                                        | Хон Мен Бьо              | 2002, Корея/Японія | чвертьфінал  | 22 червня 2002 |
| 17.   | Україна        | 0–0               | Швейцарія   | 3–0           | 4–3              | Шевченко Штреллер Барнетта Кабанас            | Гусєв                    | 2006, Німеччина    | другий раунд | 26 червня 2006 |
| 18.   | Німеччина      | 1–1               | Аргентина   | 4–2           | 4–4              | Аяла Камб'яссо                                | Камб'яссо · ВР Леманн    | 2006, Німеччина    | чвертьфінал  | 30 червня 2006 |
| 19.   | Португалія     | 0–0               | Англія      | 3–1           | 5–4              | Лемпард Віана Петі Джеррард Каррагер          | Роналду                  | 2006, Німеччина    | чвертьфінал  | 1 липня 2006   |
| 20.   | Італія         | 1–1               | Франція     | 5–3           | 5–4              | Трезеге                                       | Гроссо                   | 2006, Німеччина    | фінал        | 9 липня 2006   |
| 21.   | Парагвай       | 0–0               | Японія      | 5–3           | 5–4              | Комано                                        | Кардосо                  | 2010, ПАР          | другий раунд | 29 червня 2010 |
| 22.   | Уругвай        | 1–1               | Гана        | 4–2           | 5–4              | Джон Менса М. Перейра Адія                    | Абреу                    | 2010, ПАР          | чвертьфінал  | 2 липня 2010   |

Ключ
ВР = Воротар
 = Гол
 = Промах